# Carlos Fuentes
Carlos Fuentes Macías (Ciudad de Panamá, 11 de noviembre de 1928-Ciudad de México, 15 de mayo de 2012) fue un escritor mexicano. Junto a Gabriel García Márquez, Mario Vargas Llosa y Julio Cortázar, es uno de los exponentes centrales del boom latinoamericano. Entre sus novelas destacan La región más transparente, La muerte de Artemio Cruz y Aura. Recibió, entre otros, el Premio Rómulo Gallegos en 1977, el Cervantes en 1987 y el Príncipe de Asturias de las Letras en 1994. Fue nombrado gran oficial de la Legión de Honor en 2003 y en 2009 caballero gran cruz de la Orden de Isabel la Católica. Fue miembro honorario de la Academia Mexicana de la Lengua en agosto de 2001 y doctor honoris causa por varias universidades, entre ellas Harvard, Cambridge y UNAM. 
Además de ser escritor, fue un crítico apasionado de la historia, la pintura, las artes plásticas y la política.

Hasta el día de su fallecimiento fue considerado candidato para obtener el Premio Nobel de Literatura por un sector del público y de la crítica literaria. Mario Vargas Llosa expresó su deseo de que el siguiente autor de la lengua en recibirlo fuera Carlos Fuentes. Poco antes, Fuentes declaró, aludiendo al boom latinoamericano:
Cuando se lo dieron a García Márquez (1982) me lo dieron a mí, a mi generación, a la novela latinoamericana que nosotros representamos en un momento dado. De manera que yo me doy por premiado.

## Biografía
Carlos Fuentes Macías nació de padres mexicanos en Panamá, el 11 de noviembre de 1928. Su padre era diplomático, por lo que el escritor pasó su infancia en diversas capitales de América: Montevideo, Río de Janeiro, Washington D. C., Santiago, Quito y Buenos Aires, ciudad a la que su padre llegó en 1934 como consejero de la embajada de México. Pasó los veranos en la Ciudad de México, estudiando en escuelas para no perder el idioma y para aprender la historia de su país. Vivió en la capital chilena (1941-1943) y en la capital argentina, donde recibió la influencia de notables personalidades de la esfera cultural americana.
Llegó a México a los 16 años y entró al bachillerato en el colegio México de la capital. Se inició como periodista colaborador de la revista Hoy y obtuvo el primer lugar del concurso literario del colegio Francés Morelos (hoy Centro Universitario México).
Se graduó en Derecho por la Universidad Nacional Autónoma de México y en Economía en el Instituto de Altos Estudios Internacionales de Ginebra.
En 1972 se convirtió en miembro de El Colegio Nacional: fue presentado por el poeta Octavio Paz y su discurso de ingreso se tituló "Palabras iniciales".
Se desempeñó como delegado de México en numerosos organismos internacionales y, desde 1972 hasta 1976, como embajador de su país en Francia. Destacó como profesor en las universidades de Princeton y Columbia y catedrático en las de Harvard y Cambridge.
Gran aficionado al cine, escribió varios guiones. Durante toda su vida colaboró en periódicos y revistas de ambos lados del Atlántico.

### Fallecimiento y legado

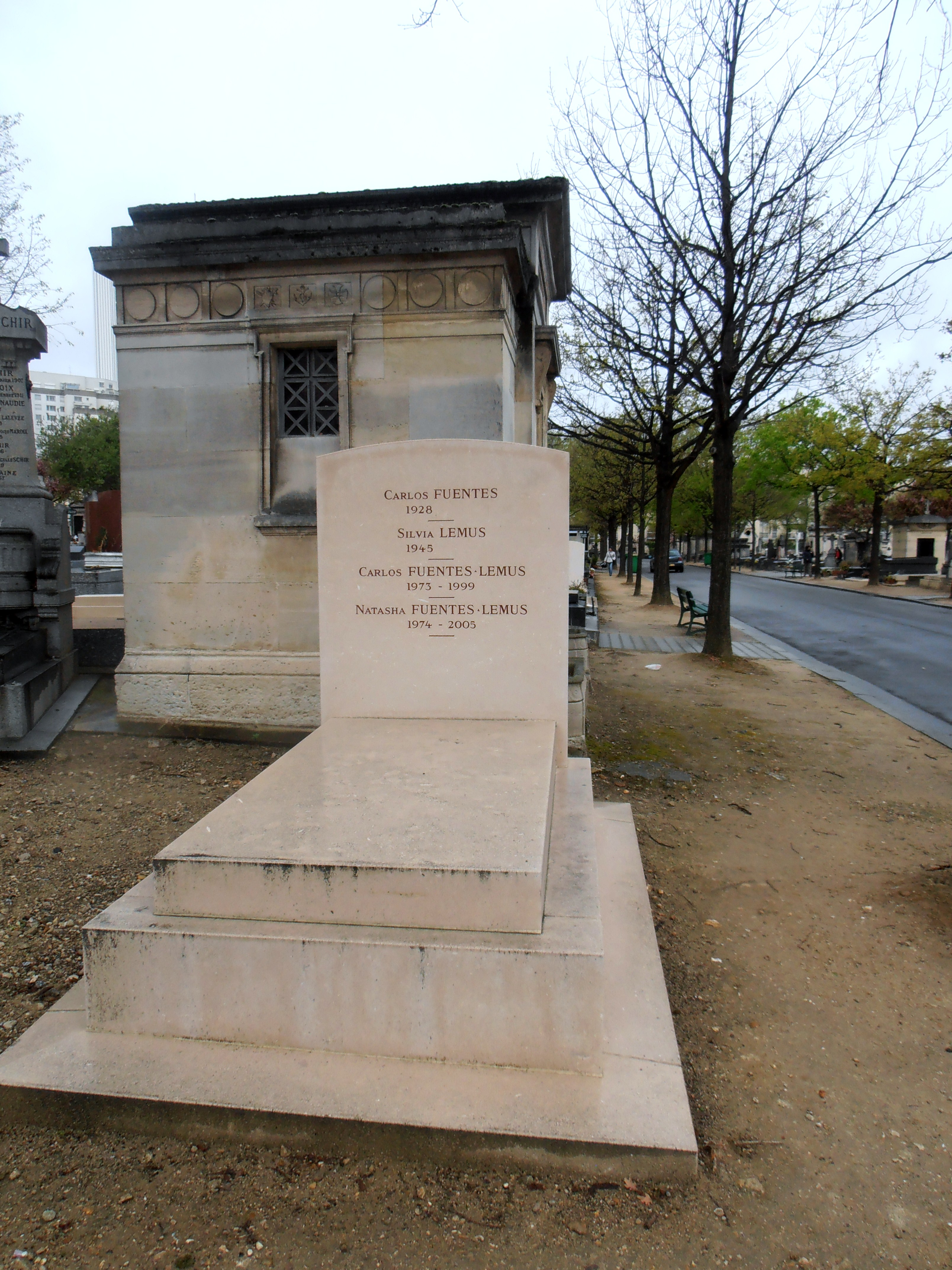
Tumba de la familia Fuentes - Lemus. Cementerio de Montparnasse de París

## La edad del tiempo

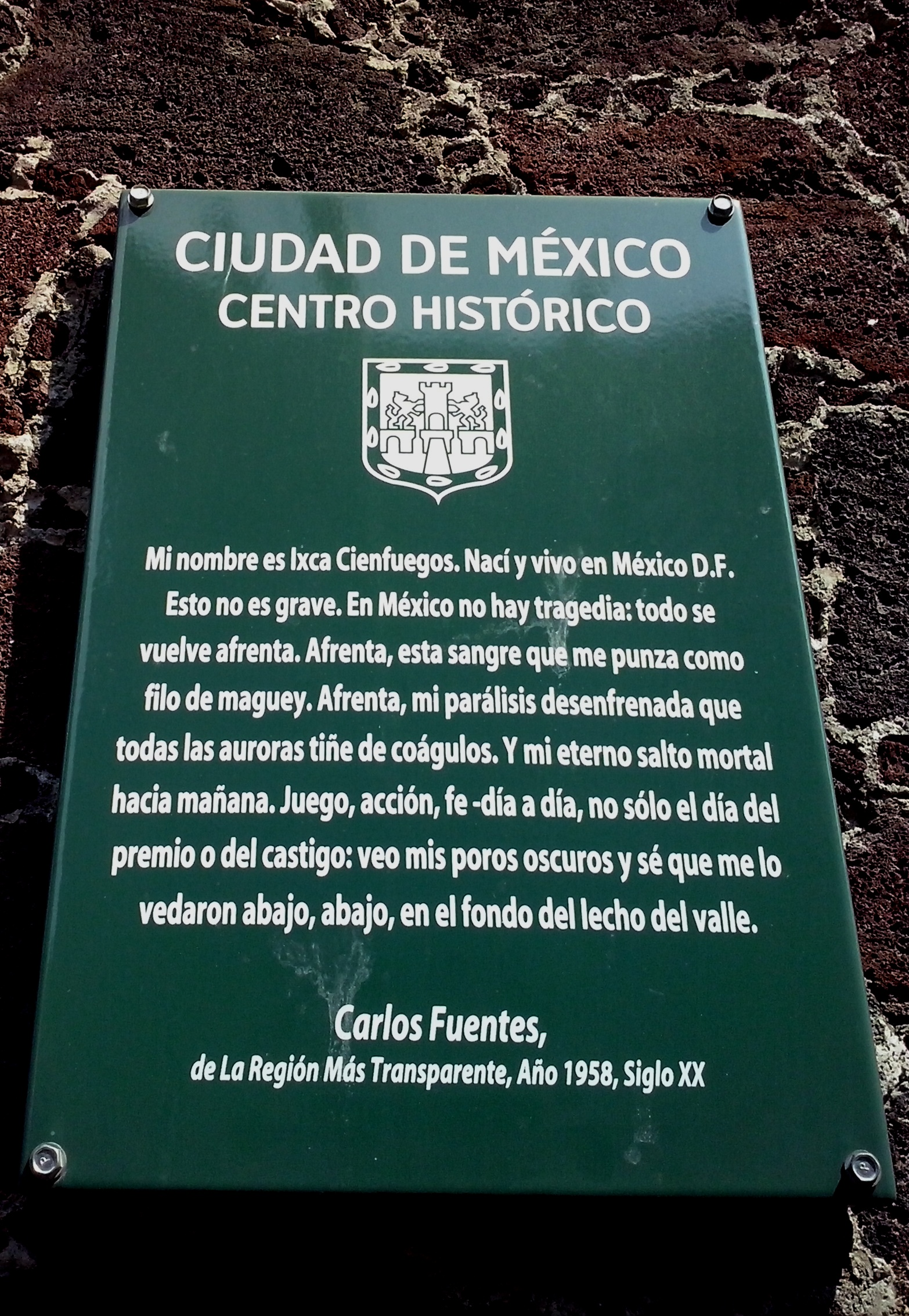
Placa con cita de La región más transparente de Carlos Fuentes en la calle de Tacuba, centro histórico de la Ciudad de México

### Actividad política
Hijo de un diplomático, la política estuvo presente y condicionó tempranamente la vida y la obra de Fuentes. Los constantes viajes por el mundo le permitieron adquirir una cultura cosmopolita y hablar fluidamente idiomas como el inglés y el francés. Elemento central en muchas de sus obras, Fuentes siempre se mantuvo cercano y opinando sobre la situación política mexicana, escribiendo artículos sobre cuestiones de actualidad. En su papel de intelectual y figura pública tuvo lugar una de sus actuaciones más polémicas, cuando defendió al presidente Luis Echeverría de las acusaciones que lo señalaron como responsable de la matanza de Corpus Christi del 10 de junio de 1971, en medio de una polémica que dividió a la intelectualidad mexicana de la época entre quienes criticaban y quienes apoyaban al gobierno, bajo la consigna "o Echeverría o el fascismo".
Entre 1974 y 1977 ocupó el cargo de embajador en Francia como homenaje a su padre. Durante su gestión, abrió las puertas de la embajada a los refugiados políticos latinoamericanos y a los de la resistencia española. Asimismo, actuó como delegado en la Conferencia sobre Ciencia y Desarrollo en Dubrovnik, Yugoslavia. Renunció al cargo durante el gobierno de José López Portillo, en protesta por el nombramiento del expresidente Díaz Ordaz como primer embajador de México en España después de la muerte de Francisco Franco.
En diversas ocasiones habló favorablemente de Fidel Castro aunque, en algunas otras, le puso reparos importantes. Elogió también la apertura de Raúl Castro. Fue amigo personal de hombres poderosos de la política mundial, como Bill Clinton o Jacques Chirac, y de la economía empresarial, como Alberto Cortina (ACS, Banco Zaragozano, etc.), el empresario Javier Merino, el propietario de la multinacional Cámper, el mallorquín Llorenç Fluxà; Alfredo Sáenz (vicepresidente del Banco Santander), los millonarios Josep María Ollé, Leopoldo Rodés o el hotelero Simón Pedro Barceló, del Grupo Barceló.
En las elecciones federales en México de 2006 acabó criticando duramente al candidato de izquierda Andrés Manuel López Obrador. Tras el sexenio de Felipe Calderón Hinojosa, al principio se mostró favorable a la candidatura de López Obrador para los comicios de 2012, pero poco antes de su muerte calificó tanto a este como a los otros candidatos, Enrique Peña Nieto y Josefina Vázquez Mota, de "mediocres" y "poco interesantes" y aseguró que no votaría por ninguno de ellos, al tiempo que lamentó que el jefe del Gobierno del Distrito Federal, Marcelo Ebrard, estuviera ausente de la contienda porque, en su opinión, era el "más inteligente".